# وسم فلاج
علامة أو وسم فلاج FLAG tag -، أو ثماني الببتيد FLAG octapeptide، هو علامة أو وسم للبروتين أو الببتيد التي يمكن أن تضاف إلى البروتين باستخدام تكنولوجيا الحمض النووي المؤتلف. ويمكن استخدامه لتنقية البروين بواسطوالكروماتغرافي، ثم تستخدم لفصل البروتين من مكونات الخلية الأخرى من البروتينات الذي تم إنتاج البروتين فيه لللكائن المضيف. ويمكن أيضا أن تستخدم في عزل بروتين المجمعات
تسلسل الببتيد (أي الأحماض الامينية) للعلامة هو من بداية البروتين N إلى انهاية البروين (نهاية سي )C هو: DYKDDDDK و حجمها الجزيئي هو 1012 دالتون.
أما تسلسل الدنا (flag tag sequence) الذي يتم ادخاله إلى البلازميد أو الجزيئة الحاملة للجين فهو (gat tac aag gat gac gat gac aag)